# Piaya
Piaya is een geslacht van vogels uit de familie koekoeken (Cuculidae). Het geslacht telt twee soorten.

## Soorten
- Piaya cayana – Eekhoornkoekoek
- Piaya melanogaster – Zwartbuikkoekoek